# Ranjeno srce
Ranjeno srce je ljubezenski roman avtorice Darje Hočevar, ki je izšel pri založbi Genija leta 2010 v 300 izvodih.
Obravnava odnos med sestrama.

## Vsebina
Glavni osebi v romanu sta sestri priznanega srčnega kirurga v Ljubljani. Starejša sestra Nataša ne mara mlajše štirinajst letne sestre Lijane, saj so ji njeni starši od rojstva posvečali veliko več pozornosti. Prav tako ji zavida, ker je lepa, dolgolasa in pametna. Na specializaciji na kliniki pri njunem očetu je mlad srčni kirurg Armando, katerega oče večkrat pripelje domov na večerjo. Mlajša hči Lijana se vanj takoj zaljubi, vendar se Armando odloči za Natašo, ki pa ga velikokrat zavrne. Ko pa ji sestra izpove ljubezen do Armanda naslednjič takoj sprejme njegovo povabilo na večerjo in z njim tudi kmalu zanosi. Po porodu mu ne izkazuje več prave ljubezni, saj ga je sprejela in se poročila z njim le iz maščevanja do sestre. Lijanina ljubezen do Armanda ne ugasne vse dokler se ne zbliža z njegovim bratom Eduardom, medtem ko je na počitnicah pri Giordanovih v Riminiju. Pravo ljubezen med Natašo in Armandom napoči šele takrat, ko je Nataša nadvse ljubosumna na svojo sestro, kadar se le ta približa Armandu. Nataša spozna, da ji Armando veliko pomeni, ga sprejme za pravega moža, ki ga ljubi do konca svojih dni in mu posveča veliko več pozornosti kot kadarkoli prej.

## Zbirka
Knjiga Ranjeno srce je zadnji od osmih romanov v zbirki, ki se navezujejo drug na drugega.